# 句会
句会（くかい）は、複数の人間が自作の俳句を出し合い、評価・批評し合うために行われる集まり。現在では互選句会を指すことが多いが、特定の指導者が選や講評を行う場合もある。
句会に出句される句は基本的に未発表のものであり、句会参加者が他の参加者の句をＳＮＳ、ブログ等に文字や写真で公表するのは禁じられている。

## 歴史
江戸時代には複数の人が集まって連句（俳諧連歌）が作られていたが、のちに発句（連句の最初に置かれる五・七・五の句）のみを独立して出し合いその出来を競う句合（くあわせ）ないし発句合（ほっくあわせ）も行われるようになった。これは座が左右に分かれてそれぞれ順番に一句ずつ句を出し合い、一句対一句の優劣を判者がつけていくもので、特に与謝蕪村の頃に盛んになったものである。また数人が集まって句を読み合い、宗匠に選を乞う運座（うんざ）も行われるようになり、1834年以降は月次句合（つきなみくあわせ、毎月句を募って宗匠が優秀句を選出するもの）での恒例行事として定着した。その後明治になって、1891年に椎の友社の伊藤松宇らが互選（膝回しと言った）による句会を始め、翌年、これに参加した正岡子規が日本派の句会に取り入れたことによって、この形式が定着し現在一般に行われる互選形式の句会へと引き継がれていった。

## 互選句会の流れ
結社や流派によってさまざまな差異があるが、ここでは『やさしい句会入門』（阿部誠文）、『句会入門』（長谷川櫂）等を参考に一般的な互選句会の流れを解説する。
0. 準備
句会の場所と日時、出句数、選句数、題がある場合はその題を決める。幹事や披講担当者などを決める。小短冊、清記用紙、選句用紙を用意する。会場ではテーブルを円形や四角形にするなど、参加者が周りを囲んで座れるように整える。
1. 出句
あらかじめ決められた数の句を小短冊に一句ずつ書き、句会当日に提出。作者名は書かない。参加人数にもよるが一人三句〜五句が一般的である。特に題が決められていなければ普通そのときの季節の季語を読み込んだ句（当季雑詠）が出される。
2. 清記
集められた短冊を裏返したまま混ぜ合わせた上で配りなおし、配られた句を各自で自分の清記用紙に写し直す。筆跡から作者がわからないようにするためである。句に明らかな誤字がある場合でも直したりはせず、そのまま写して脇に小さく「ママ」（「原文のまま」の意）と記しておく。写し間違いに対する責任を持つ意味で清記用紙には清記者の名前を記す。指導者がいる場合は指導者を一番として、左周りに番号を送り、その番号をページ番号として清記用紙に記入する。
3. 選句
ページ番号を記入したらそのまま選句を始める。まず自分の清記用紙から自分の良いと思った句を清記用紙のページ数とともに書き抜いておく。選び終わったら清記用紙を右隣に渡し、次に左から送られてきた清記用紙からまた良いと思った句をページ数とともに書きぬく。この段階は予選であり、すべての清記用紙に目を通したら書き写した句の中から規定の選句数まで絞り、選句用紙に記入する（自分の句を選んではならない）。選句数は出句数と同じとする場合が多い。特に優れたものを「特選」、特選に継ぐものを「秀逸」に選んだり、また良い順に「天」「地」「人」として選句の間に差をつけたりする場合もある。
4. 被講
選句用紙が集まったら、被講者が順番に選句者の名前とともに選句を発表する。はじめは選句者自身の選句を発表し、「○○選」と言って名前を言ってから、その句が記載されている清記用紙の番号を「○ページ」ないし「○枚」と言ったうえで句を読み上げる。読み上げられた句の作者は間を置かず名乗りをあげる。特選を選ぶ場合には特選の句は最後に読み上げる。また指導者がいる句会では、参加者の互選のあとに指導者がコメントを加えるなどしながら選の発表を行う。少人数の句会などでは被講を各自で行ったうえで、名乗りをしないまま相互批評を行い、成績発表のときに作者名を発表することもある。
作品ごとに点数の集計（点盛り）をする場合には、参加者が各自で清記用紙を持ち、読み上げられるとともに作品の作者名、選者名などを記入してゆく。作品別ではなく作者別で点盛りをする場合には、点盛りの係のものが披講と同時に集計してゆく。特選などを選ぶ場合には、特選を3点、秀逸を2点、並選を1点としたり、指導者がいる場合には指導者の選に高い点数を設定したりする。
5. 成績発表
点盛りをする場合には、被講後に得点順に成績発表が行われる。同点の場合には特選の数や指導者の選によって差をつける。参加者が多い場合は下位の句は省略する。
6. 講評
指導者がいる場合には、最後に指導者が句会全体の傾向や秀句、選が入らなかった佳句についてコメントしたり、句の添削や選に漏れた句の問題点の指摘などの講評を行う。

## 各種の句会
題詠句会
上では特に題が決められていない句会を解説したが、あらかじめ句の題が決められている題詠の句会もある。題は季語（季題）であることが多いが、特に季節とは関係のない題にすることもある。また題詠と当季雑詠を両方出句させるものもある。句会当日以前に決められ参加者に通知される題を兼題（けんだい）と言い、句会当日まで伏せられていて句会の席上ではじめて発表されるものを席題（せきだい）と言う。席題は限られた時間内に即興でつくることを目的とするものである。
吟行句会
句を作るために戸外に出かける吟行（ぎんこう）と句会を組み合わせたもの。締め切り時間まで各自で散策して嘱目吟（しょくもくぎん、実際に景を見ながら作った句）を作り、持ち寄って句会を行う。
袋回し
題詠の一種で、一つの題で一句ずつ即吟を行い、題を書いた封筒などの袋を順にまわして句を書いた短冊を入れて行き、最後に清記して一般の句会のように選句をする。題は季語のほか一般の語句や漢字一字などでもよい。これは句会後や二次会での座興などで行われることが多く、「膝回し」とともに句会の出席人数が少なかった頃に考案されたものである。